# تاريخ إندونيسيا

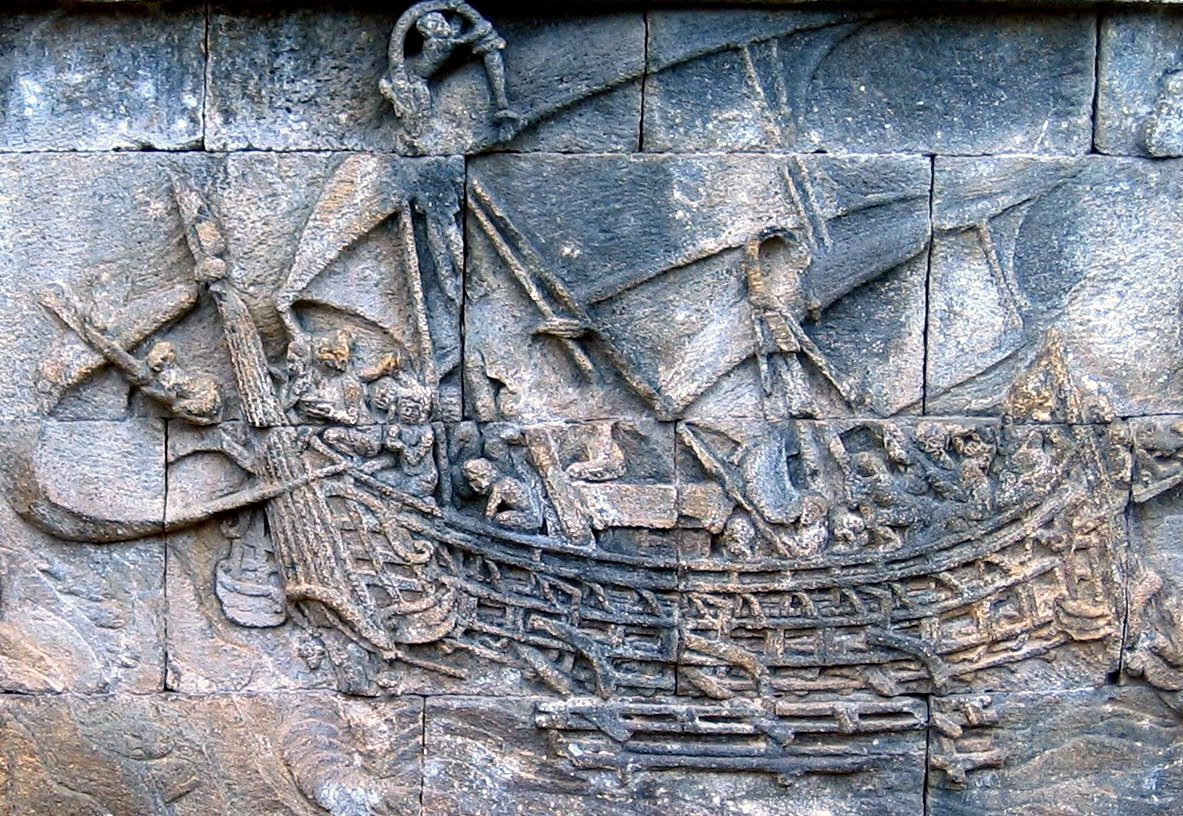
منحوتة سفينة بوروبودور في بوروبودور، 800 م. فقد قامت زوارق التجارة الاندونيسية برحلات إلى الساحل الشرقي لأفريقيا في وقت مبكر من القرن الأول الميلادي.

تأثر تاريخ أندونيسيا كثيرا بجغرافيتها التي كان لها الدور الأكبر في رسم تاريخها. كما كان لموارد هذا البلد والهجرات على مدى تاريخه بالإضافة إلى حروبه وصراعاته والطفرة الاقتصادية التي حصلت به دور كبير في تاريخه. يمكن الاستنتاج من بعض بقايا حفرية لإنسان منتصب عرف باسم إنسان جاوة إلى أن الإنسان كان يعيش في الأرخبيل الإندونيسي منذ مليوني سنة إلى 500,000 سنة مضت. وقد وصل الإنسان العاقل (إنسان) إلى هذه المنطقة منذ نحو 45000 سنة مضت. أما الشعوب الأسترونيزية الذين يشكلون غالبية السكان الجدد فقد وصلوا من جنوب شرق آسيا من تايوان في حوالي عام 2000 قبل الميلاد، وانتشروا من خلال الأرخبيل إلى المناطق التي كانت تقتصر على الشعوب الأصلية الميلانيزيية في مناطق الشرق الأقصى. وبسبب الظروف المثالية للزراعة، فقد استطاعوا زراعة الرز في الحقول الرطبة منذ وقت مبكر من القرن الثامن قبل الميلاد،  مما ساعد في ظهور القرى والبلدات، فازدهرت الممالك الصغيرة في القرن الأول قبل الميلاد وعزز موقف إندونيسيا البحري الإستراتيجي بين الجزر وعزز تجارتها الدولية، بما في ذلك علاقاتها مع ممالك الهند والصين، التي أنشئت في فترة مبكرة قبل الميلاد. ومنذ ذلك الوقت، فقد تميزت إندونيسيا بالتجارة بشكل أساسي. فقد انتشر الإسلام إلى المناطق الإندونيسية الأخرى تدريجياً، وكان الدين السائد في جاوة وسومطرة بحلول نهاية القرن السادس عشر.
أسس المسلمون ممالك عدة في أندونيسيا فقد أسست «سلطنة بنتام» على يد السلطان حسن الدين في جاوة الغربية، و«سلطنة ماتارام» التي أقامها رجل عسكري يُدعى «سنافاني» في شرق جاوة، وكان هناك أيضًا «سلطنة آتشيه» في شمال سومطرة، و«سلطنة ديماك» في وَسَط جاوة، والتي أقامها رمضان فاطمي عام 832هـ، وكذلك «سلطنة بالمبانغ» في جنوب سومطرة. وقد كان أول وصول للأوروبيين إلى إندونيسيا في عام 1512 عندما وصلت السفن التجارية البرتغالية بقيادة فرانسيسكو سيراو وسعوا لاحتكار مصادر جوزة الطيب والقرنفل والكبابة في جزر الملوك. وقد كانت البرتغال أُولَى الدول التي احتلَّت إندونيسيا وبعدها هولندا، وقد نَشِبَتْ معاركُ شديدة بين الإندونيسيِّين من ناحية والبرتغاليِّين والهولنديين من ناحية أخرى. وقد قاوم الإندونيسيِّين الاحتلال، وقاموا بثورات متعدِّدة ضدَّهم، وخاصَّة بعد أن قُتِل أحد ملوك إندونيسيا عام 1570م، وهو هارون «سلطان تيرنات»، والذي كانت سلطته تمتدُّ حتى الفلبين.

## ما قبل التاريخ
في عام 2007، أظهر تحليل لعلامات جروح على عظمتين بقريتين وُجدتا في سانغيران أن الجروح حدثت قبل 1.5 إلى 1.6 مليون عام عبر أدوات صدفية. هذا هو الدليل الأقدم لوجود الإنسان الباكر في إندونيسيا. اكتُشفت بقايا متحجرة لإنسان منتصب (هومو إريكتوس)، تُعرف شعبيًا «بإنسان جاوة»، للمرة الأولى من قبل عالم التشريح الهولندي يوجين دوبوا في ترينيل عام 1891، ويُقدّر عمرها بما لا يقل عن 700 ألف عام، وكانت في ذلك الوقت أقدم سلف بشري عُثر عليه على الإطلاق. وُجدت بقايا إضافية لإنسان منتصب بعمر مماثل في سانغيران في ثلاثينيات القرن العشرين من قبل عالم الأنثروبولوجيا غوستاف هنريش رالف فون كوينيغسفالد، الذي كشف في الفترة التاريخية نفسها بقايا في نغاندونغ، بالإضافة إلى أدواتٍ أخرى متطورة، أُعيد تأريخ عمرها في عام 2011 بين 550 ألف عام و143 ألف عام. في عام 1977، اكتُشفت جمجمة إنسان منتصب أخرى في سامبونغماكان. في عام 2014، اكتُشف أقدم دليل عُثر عليه لنشاط فني، في شكل نقوش قطرية صنعتها أسنان أسماك القرش، على بقايا عمرها 500 ألف عام لمِلزم وُجد في جاوة في تسعينيات القرن التاسع عشر مرتبط بالإنسان المنتصب.
في عام 2003، اكتُشفت على جزيرة فلوريس بقايا بشريّ صغير جديد يبلغ عمره بين 74 ألف و13 ألف عام سُمّي «إنسان فلوريس» (هومو فلوريسنسيس)، الأمر الذي أثار دهشة المجتمع العلمي. يُعتقد أن هذا الإنسان الذي يبلغ طوله 3 أقدام فصيل ينحدر من الإنسان المنتصب وتقلَّص حجمه على مدى آلاف السنين عبر سيرورة معروفة جيدًا سُمّيت التقزُّم الجزيري. يبدو أن إنسان فلوريس كان قد تشارك الجزيرة مع الإنسان العاقل (هومو سابينز) الحديث حتى فترة تعود إلى 12 ألف عام، الفترة التي انقرض فيها. في عام 2010، اكتُشفت أدوات حجرية في فلوريس تعود إلى مليون سنة مضت، وهي الدليل الأقدم في أي مكان في العالم امتلك فيه الإنسان القديم تقنيةً لإنشاء معابر بحرية في هذا الوقت المبكر جدًا.
تشكَّل الأرخبيل خلال الذوبان بعد آخر عصر جليدي. سافر البشر الأوائل عبر البحر وانتشروا من براري آسيا شرقًا إلى غينيا الجديدة وأستراليا. وصل الإنسان العاقل إلى الإقليم قبل نحو 45 ألف عام. في عام 2011، كُشف الدليل في تيمور الشرقية المجاورة، مُظهرًا أن هؤلاء المستوطنين الأوائل كانوا قبل 42 ألف عام يمتلكون مهاراتٍ بحرية عالية المستوى، وضمنيًا التقنية الضرورية لإقامة معابر بحرية للوصول إلى آسيا وجزر أخرى، في حين كانوا يلتقطون أعدادًا كبيرة من سمك البحر مثل التونا ويستهلكونها.
تشكّل الشعوب الأسترونيزية غالبية السكان الحديثين. من المحتمل أنهم قد وصلوا إلى أندونيسيا في عام 2000 قبل الميلاد تقريبًا، ويُظن أن أصولهم من تايوان. امتدت حضارة دونغ سون إلى أندونيسيا جالبةً معها تقنيات زراعة حقول الأرز الرطبة، وشعائر تضحية بالجواميس، وصب البرونز، وتعلُّم تشكيل صخور الجندل، وطرائق حياكة إيكات. استمرت بعض هذه الممارسات في مناطق من بينها مناطق باتاقيون في سومطرة، وتوراجا في سولاويسي، وجزر عديدة في جزر سوندا الصغرى. كان الإندونيسيون الأوائل وثنيين كرّموا أرواح الموتى بإيمانهم بأن أرواحهم أو قوى حياتهم ما تزال قادرةً على مساعدة الأحياء.
أتاحت الظروف الزراعية المثالية وإتقان زراعة حقول الأرز الرطبة في وقت مبكر يعود إلى القرن الثامن قبل الميلاد الفرصة لازدهار القرى والمدن والممالك الصغيرة بحلول القرن الأول الميلادي. تطورت هذه الممالك (هي أكثر بقليل من من مجموعة من القرى التابعة لزعماء صغار) مع أديانها الإثنية والقبلية الخاصة بها. كانت درجات الحرارة المرتفعة والمنتظمة في جاوة، وأمطارها الوفيرة، وتربتها البركانية، مثاليةً لزراعة الأرز الرطب. تطلبت زراعة كهذه مجتمعًا منظمًا خلافًا لحقول الأرز الجافة التي هي نوع زراعة أبسط ولا تتطلب بنيةً اجتماعية متطورة لتدعهما.
ازدهرت صناعة الفخار في حضارة بوني في الساحل الشمالي غرب جاوة وبنتن في وقت بين عام 400 قبل الميلاد وعام 100 ميلادي. من المحتمل أن حضارة بوني كانت سلف مملكة تاروماناغارا، إحدى أقدم الممالك الهندوسية في إندونيسيا، منتجةً نقوشًا كثيرة ومشيّدةً بداية الفترة التاريخية في جاوة.

## الحضارات و الممالك

### الممالك الأولى
تأثرت إندونيسيا مثل معظم جنوب شرق آسيا بالثقافة الهندية. انتشرت الثقافة الهندية على امتداد جنوب شرق آسيا، منذ القرن الثاني عبر السلالات الهندية مثل بالافا، وغوبتا، وبالا، وتشولا في القرون اللاحقة وحتى القرن الثاني عشر.
تظهر في الكتابات السنسكريتية منذ عام 200 قبل الميلاد إشارات إلى دفيبانتارا أو ياوادفيبا، وهي مملكة هندوسية في جاوة وسومطرة. في ملحمة الهند الأقدم، الرامايانا، سوغريفا، أرسل قائد جيش راما رجاله إلى ياوادفيبا، جزيرة جاوة، بحثًا عن سيتا. وفقًا للملحمة القديمة مانيميكالاي المكتوبة باللغة التاميلية، امتلكت جاوة مملكةً مع عاصمة تُسمى ناغابورام. البقايا الأثرية الأقدم التي اكتُشفت في إندونيسيا هي من حديقة يونغ كولون الوطنية، غرب جافا، حيث وُجد صرح هندوسي قديم لغانيشا على قمة جبل راسكا في جزيرة بانايتان يُقدّر أنه يعود إلى القرن الأول. ثمة أيضًا أدلة أثرية لمملكة سوندا غرب جاوة تعود إلى القرن الثاني، بالإضافة إلى معبد جيوا في باتوجايا، كاراوانغ، غرب جاوة الذي يُحتمل أنه بُني في هذا الوقت تقريبًا. امتدت الثقافة الهندية الجنوبية إلى جنوب شرق آسيا عبر سلالة بالافا الهندية الجنوبية في القرنين الرابع والخامس. بحلول القرن الخامس، وُجدت نقوش صخرية كُتبت بخط بالافي في جاوة وبورنيو.
ازدهر عدد من الدول الهندوسية والبوذية ثم تلاشت في جميع أنحاء إندونيسيا. وُجدت ثلاث قواعد صلبة تعود إلى بداية القرن الرابع في كوتاي شرق كالمنتان قرب نهر ماهاكام. حملت القواعد نقشًا بخط بالافي هندي يقول «هدية إلى الكهنة البراهمة». كانت تاروماناغارا واحدةً من هذه الممالك القديمة، وازدهرت بين عامي 358 و669 ميلادي. تقع أقدم النقوش المعروفة في جاوة التي أسَّسها ملك القرن الخامس، بورناوارمان، في جاوة الغربية على مقربة من جاكرتا في يومنا هذا، وتقع نقوش شياروتيون قرب بوغور. بالإضافة إلى نقوش أخرى باسم نقوش باسار أوي ونقوش مونكول. نقش الملك بورناوارمان اسمه على هذا الصرح وترك بصمات أقدامه، بالإضافة إلى بصمات أقدام فيله. تقول النقوش المرافقة «هنا آثار أقدام بورنافارمان الفاتح البطل للعالم». كُتب هذا النقش بخط بالافي وبالسنسكريتية وهو ما يزال واضحًا بعد مرور 1500 عام. بنى بورناوارمان كما يبدو قناةً غيرت مجرى نهر كاكونغ وجففت المنطقة الساحلية لأهداف زراعية واستيطانية. ربط بورناوارمان، في نقوشه الصخرية، نفسه بفيشنو وصان البراهمة بصورة شعائرية المشروع المائي من الخطر.
أُسّست مملكة كالينغا في جاوة الوسطى شمال الساحل في الفترة ذاتها تقريبًا، في القرن السادس وحتى القرن السابع، وذُكرت في حكاية صينية. استُمدّ اسم هذه المملكة من مملكة كالينغا الهندية القديمة، الأمر الذي يُشير إلى رابط قديم بين إندونيسيا والصين.
سيطرت مملكة سريفيجايا الواقعة في سومطرة على التاريخ السياسي للأرخبيل الهندي خلال القرن السابع حتى القرن الحادي عشر وسيطرت سلالة سيلندرا المتمركزة في جاوة على جنوبي شرق آسيا وبَنت بوروبودور، الصرح البوذي الأضخم في العالم. التاريخ السابق للقرنين الرابع عشر والخامس عشر غير معروف كفاية بسبب ندرة الأدلة. بحلول القرن الخامس عشر، سيطرت دولتان على هذه الفترة؛ ماجاباهيت في جاوة الشرقية، أعظم الولايات الإندونيسية ما قبل الإسلامية، ومالاكا على الساحل الغربي لشبه جزيرة مالاي، وهي ربما إحدى أعظم الإمبراطوريات التجارية الإسلامية، وقد شكّل هذا صعود الدول الإسلامية في الأرخبيل الإندونيسي.

### مملكة ماتارام
كانت إمبراطورية ميدانغ، التي تُسمّى أحيانًا ماتارام، مملكة هندية مركزها في وسط جاوة حول يوغياكارتا المعاصرة، في القرنين الثامن والعاشر. حكمت المملكة سلالة سيلندرا، وبعد ذلك حكمتها سلالة سانجايا. نقل الملك مبو سيندوك مركز المملكة من وسط جاوة إلى جاوة الشرقية. ومن المحتمل أن تكون هذه الخطوة قد جاءت إثر اندلاع بركان جبل ميرابي في العام 929، والضغط السياسي من أسرة سيلندرا المستقرة في إمبراطورية سريفيجايا.
ترك أول ملوك ماتارام، سري سانجايا، نقوش كانغال الحجرية. وبنى الملك بيكاتان المعبد الهندوسي الضخم الموجود في برامبانان قريبًا من يوغياكارتا. وأمر دهارماوانغسا بترجمة نصوص مهابهاراتا إلى لغة جاوة القديمة في العام 996.
في الفترة الواقعة بين 750 - 850 ميلادية، شهدت المملكة حقبة مزدهرةً في الفنون، والهندسة المعمارية الجاوية الكلاسيكية. وتزايدت وتيرة بناء المعابد في جميع أرجاء المملكة الطبيعية في قلب ماتارام (في سهليّ كيدو وكيوو). ومن أبرز المعابد التي شُيّدت في مملكة ميدانغ ماتارام: كالاسان، وسيوو، وبوروبودور، وبرامبانان. وأصبحت إمبراطورية ميدانغ هي نمط القوة السياسية المهيمنة (ماندالا) في جاوة وفي إمبراطورية سريفيجايا، وبالي، وجنوب تايلاند، وممالك الفلبين الهندية، وإمبراطورية الخمير في كمبوديا كذلك.
في فترة متأخرة من تاريخها، انقسمت السلالة الحاكمة إلى سلالتين على أساس الديانة وهما، السلالات البوذية والسلالات الشيفاوية. وهكذا أصبحت الحرب الأهلية حتمية، وأفضت إلى تقسيم إمبراطورية ميدانغ إلى مملكتين قويتين على أساس المنطقة والدين: السلالة الشيفاوية لمملكة ميدانغ في جاوة بقيادة راكاي بيكاتان، والسلالة البوذية لمملكة سريفيجايا في سومطرة بقيادة المهراجا بالابوترا. لم ينتهِ العداء بين السلالتين إلا في العام 1006 عندما حرضت سلالة سيلندرا المستقرة في سيرفيجايا على تمرد وراواري، وهي منطقة تابعة لمملكة ميدانغ، ونهب عاصمة سلالة الشيفاوية في واتوغالوه، في جاوة. وبالتالي، أصبحت مملكة سريفيجا الإمبراطورية المهيمنة في تلك الحقبة بلا منازع. وبالرغم من ذلك، نجت سلالة الشيفاوية من الإبادة ونجحت في استعادة جاوة الشرقية في العام 1019 ثم انحازوا إلى مملكة كاهوريبان بقيادة أيرلانغا بن أودايانا البالي.

### سريفيجايا
كانت سريفيجايا مملكة في سومطرة خلفت أثرًا على أجزاء واسعة من جنوب شرق آسيا البحري. ابتداءً من القرن السابع، ازدهرت قوة مملكة سريفيجايا البحرية نتيجة للتجارة والتأثيرات الهندوسية والبوذية التي صاحبت الحركة التجارية.
تموضعت سريفيجايا في قلب المركز التجاري الساحلي لمدينة فلمبان المعاصرة. لم تكن سريفجايا «دولة» بالمعنى الحديث، أي ذات حدود واضحة المعالم، وحكومة مركزية يدين مواطنوها بالولاء لها. إنما كانت سريفيجايا شكلًا من أشكال كونفدرالية المجتمع تستند إلى مركز قوة ملكيّ. كانت مملكةً ثالاسوقراطية، ولم تذهب بمناطق نفوذها إلى أبعد من المناطق الساحلية في جزر جنوب شرق آسيا. كانت التجارة القوة الدافعة لسريفيجايا مثلما كان الحال عليه لدى معظم المجتمعات عبر التاريخ. سيطرت بحرية سريفيجايا على الحركة التجارية التي مخرت عباب البحر في مضيق ملقا.
مع حلول القرن السابع، خضعت الموانئ على جانبي مضيق ملقا لسيطرة مختلف الولايات التابعة لسريفيجايا. في ذلك الوقت تقريبًا، كان سريفيجايا قد بسطت هيمنتها على مناطق واسعة من سومطرة، وجاوة الغربية، وأجزاء كبيرة من شبه جزيرة ملايو. نظرًا لسيطرة الإمبراطورية على مضيقيّ ملقا وسوندا، فقد تحكمت فعليًا بمرور تجارة التوابل والتجارة المحلية. وبقيت الإمبراطورية قوة بحرية ذات سطوةٍ حتى القرن الثالث عشر. وأسهم ذلك في انتشار ثقافة الملايو الإثنية في جميع أرجاء جزيرة سومطرة، وشبه جزيرة ملايو، وغرب جزيرة بورنيو. اجتذبت سريفيجايا، التي كانت معقل بوذية الماهايانا، الحجاجَ والعلماء من مختلف مناطق آسيا.
اتّسمت العلاقة بين سريفيجايا وإمبراطورية تشولا في جنوب الهند بالودّ في عهد راجاراجا الأول، ولكن في عهد راجندرا تشولا الأول، هاجمت إمبراطورية تشولا مدنًا في سريفيجايا. أدت سلسلة الغزوات التي شنتها إمبراطورية تشولا في القرن الحادي عشر إلى إضعاف هيمنة سريفيجايا، وأسهمت في تشكّل ممالك إقليمية، مثل كيديري، تعتمد على الزراعة المكثفة بدلًا من التجارة الساحلية بعيدة المسافات. بحلول القرن الحادي عشر، تراجع تأثير سريفيجايا. وشهدت الجزيرة صراعات متكررة مع الممالك الجاوية السينغاسارية في البداية، تبعتها الإمبراطورية الماجاباهيتية. في نهاية المطاف، وصل الإسلام إلى منطقة أتشيه في سومطرة، وبسط نفوذه عبر العلاقات مع التجار العرب والهنود. بحلول أواخر القرن الثالث عشر، تحولت سلطنة ساموديرا باساي في شمال سومطرة إلى الإسلام.

## الإسلام وتحوّلات القرون الوسطى
بدأ الإسلام يتوغل إلى إندونيسيا عبر طرق التجارة البحرية ابتداءً من القرن الثالث عشر، دون فتوحات عسكرية، بل عن طريق التجار والدعاة الصوفيين الذين مزجوا الإسلام بالقيم المحلية. بحلول القرن الخامس عشر، أصبحت ممالك مثل ملقا وديماك وأتشيه مراكز إسلامية مؤثرة، وتميزت بظهور نخب علمية ودينية جديدة ساهمت في إعادة تشكيل البنية الثقافية والسياسية للمجتمع.

## الاستعمار الأوروبي
مع قدوم البرتغاليين في أوائل القرن السادس عشر، دخلت إندونيسيا في حقبة الاستعمار الأوروبي، التي تعمّقت مع وصول الهولنديين وتأسيس "شركة الهند الشرقية الهولندية" عام 1602. تمكنت الشركة من بسط هيمنتها على التجارة والتوابل، وشيئًا فشيئًا، تحوّلت إلى قوة سياسية وعسكرية، استغلت الانقسامات الداخلية بين الممالك. 
عندما انهارت الشركة في أواخر القرن الثامن عشر، تولت الحكومة الهولندية إدارة المستعمرات مباشرة، وبدأت في فرض سياسات استعمارية قاسية، تضمنت استغلالًا اقتصاديًا ممنهجًا، ونُظم عمل قسري، أدت إلى انتفاضات متكررة في مختلف أنحاء الأرخبيل. 

### بزوغ الهوية الوطنية
منذ مطلع القرن العشرين، بدأت تظهر حركة قومية إندونيسية حديثة، استلهمت من التجارب العالمية وأفكار التحرر، فشهدت البلاد ولادة تنظيمات سياسية وتعليمية مثل "بوذي أوتمو" و"الحزب القومي الإندونيسي" بقيادة سوكارنو. ومع الاحتلال الياباني خلال الحرب العالمية الثانية (1942–1945)، ضعفت السيطرة الهولندية وازدادت طموحات الاستقلال. 
في 17 أغسطس 1945، أعلن سوكارنو ومحمد حتا استقلال إندونيسيا، لكن الهولنديين رفضوا الاعتراف بذلك، مما أدى إلى حرب استقلال شرسة استمرت أربع سنوات، وانتهت بالاعتراف الدولي بإندونيسيا كدولة ذات سيادة عام 1949.
منذ الاستقلال، واجهت إندونيسيا تحديات كبيرة في بناء دولة موحدة من آلاف الجزر والمجموعات العرقية، وعانت من اضطرابات سياسية وانقلابات، أبرزها الانتقال من حكم سوكارنو إلى نظام سوهارتو عام 1967، والذي استمر ثلاثة عقود تحت نظام "النظام الجديد" الاستبدادي. 
شهدت البلاد إصلاحات ديمقراطية بعد سقوط سوهارتو عام 1998، ودخلت مرحلة من التحول السياسي والاقتصادي العميق، ترافقت مع تعزيز حقوق الإنسان واللامركزية، مع الحفاظ على وحدتها الوطنية رغم التحديات العرقية والدينية والإقليمية.

## الاحتلال الياباني (1942–1945)
عندما اجتاحت القوات اليابانية الأرخبيل الإندونيسي خلال الحرب العالمية الثانية، كانت تلك اللحظة بمثابة زلزال سياسي غيّر مسار التاريخ الإندونيسي. لم يكن الاحتلال مجرد تبديل مستعمِر بآخر، بل جاء مصحوبًا بتناقضات عميقة: فبينما رُحب باليابانيين في البداية كمحررين من الهيمنة الهولندية، سرعان ما ظهرت حقيقة الاستغلال العسكري والاقتصادي الذي مارسه نظام طوكيو الإمبراطوري. 
لكن وسط هذا الظلام، وُلد وعي جديد. فقد شجّعت اليابان – بشكل محدود وتكتيكي – تكوين نخب وطنية محلية، وسمحت بظهور منظمات شبابية وعسكرية، مثل ميليشيا "بيتا" (PETA)، التي ستكون لاحقًا نواة المقاومة المسلحة ضد الاستعمار. 
الأهم من ذلك، أن الاحتلال الياباني أعطى شخصيات مثل سوكارنو ومحمد حتا مساحة للتواصل مع الجماهير، مما مهد الطريق لإعلان الاستقلال بعد أيام فقط من استسلام اليابان عام 1945. 

## بناء الدولة بعد الاستقلال
مع إعلان الاستقلال في 17 أغسطس 1945، دخلت إندونيسيا مرحلة جديدة، محفوفة بالتحديات، لكنها مشبعة بالأمل. فالدولة الفتيّة، التي خرجت تواً من الاحتلال الياباني ثم من حرب مقاومة ضد الهولنديين، وجدت نفسها أمام سؤال وجودي صعب: كيف توحّد آلاف الجزر، ومئات المجموعات العرقية، وعشرات اللغات، في كيان وطني واحد؟ 
في السنوات الأولى، حكم سوكارنو البلاد بنظام ديمقراطي برلماني، لكن سرعان ما تبيّن أن تعددية الأحزاب والانقسامات الأيديولوجية (بين الإسلاميين، والشيوعيين، والجيش، والقوميين) كانت تُضعف الدولة. بحلول عام 1959، أعلن سوكارنو بداية ما سمّاه "الديمقراطية الموجّهة"، مركزًا السلطة في يده، ومحاولًا الحفاظ على توازن هش بين قوى متصارعة. 
لكن التوازن انهار تمامًا بعد محاولة انقلاب عسكري غامضة في عام 1965، اتُهم فيها الحزب الشيوعي، مما أدى إلى حملة تطهير دموية ذهب ضحيتها مئات الآلاف. ومن قلب هذه الأزمة، صعد الجنرال سوهارتو، ليبدأ مرحلة جديدة عُرفت باسم "النظام الجديد"، اتسمت بالاستقرار الاقتصادي من جهة، وبالاستبداد والقمع من جهة أخرى.
رغم الإنجازات الاقتصادية، تراكمت التوترات، خصوصًا مع الفساد وغياب الحريات. ومع الأزمة المالية الآسيوية عام 1997، انفجرت الاحتجاجات، وسقط نظام سوهارتو عام 1998، لتدخل إندونيسيا عهدًا جديدًا من الإصلاحات الديمقراطية واللامركزية، ما تزال تتطور حتى اليوم. 